# Алессандро Гібелліні
Алессандро Гібелліні (італ. Alessandro Ghibellini, 15 жовтня 1947) — італійський ватерполіст.
Срібний призер Олімпійських Ігор 1976 року, учасник 1968, 1972 років.
Чемпіон світу з водних видів спорту 1978 року, бронзовий призер 1975 року.